# كانداس كيربي
كانداس كيربي (بالإنجليزية: Candace Kirby)‏ هي كاتِبة أمريكية، ولدت في 25 نوفمبر 1979 في بنسيلفانيا في الولايات المتحدة.

## وصلات خارجية
- كانداس كيربي على موقع IMDb (الإنجليزية)